# Szűz Mária születése templom
A Szűz Mária születése templom (belaruszul: Царква Раства Багародзіцы) műemlék ortodox templom a fehéroroszországi Hrodnai területen található Muravankában. Az épület a belorusz gótika egyik legszebb példája, és a Litván Nagyfejedelemség egyik első erődített temploma volt, akárcsak a hozzá rendkívül hasonló szinkavicsi Szent Mihály-templom. Az épület szerepel Fehéroroszország világörökségi javaslati listáján.

## Története
A muravankai templom a 16. század első felében épült. A régészek által végzett vizsgálatok arra jutottak, hogy valószínűleg 1524 és 1542 között épülhetett. A templom 1656-ban az Oroszország elleni háborúban, 1706-ban pedig a nagy északi háború idején súlyos károkat szenvedett. Az érdekes legenda szerint 1706-ban XII. Károly svéd király csapatai vonultak át ezen a vidéken Poltava irányába, ahol később a döntő ütközetre sor került. A templom szokatlan megjelenésével lenyűgözte a svéd királyt. Az uralkodó igen különös módon fejezte ki csodálatát: megparancsolta a katonáknak, hogy lőjenek az ágyúikkal Murovankára, aminek következtében súlyos károk keletkeztek a templomban.
Azután hosszú évekig üresen állt, és csak a 19. század közepén állították helyre. A történet szerint I. Sándor orosz cár felkereste a helyszínt, melynek fenséges megjelenése még romjaiban is lenyűgözte az uralkodót. A cár utasítást adott a templom azonnali helyreállítására, de csak jóval később, 1873. február 21-én, alapos felújítást követően szentelték fel. Ekkor azonban Murovanka temploma az eredeti, egyszerű megjelenésének nagy részét elvesztette. Az első világháború idején a német hadsereg a templom belsejét raktárként használta. A két világháború közötti Lengyelországban római katolikus templommá alakították. A második világháborút követően a terület a Szovjetunióhoz került. 1990-ben a szovjet kormány visszaadta az egyházat az ortodox híveknek, és azóta is az ő használatukban van. Egy évvel később a templom a függetlenné váló Fehéroroszország fennhatósága alá került.

## Jellemzői
A muravankai templom az egyik legszebb példa az egykori Litván Nagyfejedelemség erődített templomépítészetére. Mind a gótikus, mind a reneszánsz építészetre jellemző vonásokkal rendelkezik.
Az épület közel négyzet alaprajzú, alapterülete 15-ször 13,5 méter. Mindegyik sarkában van egy lekerekített torony áll, melyek  átmérője körülbelül 4,5 méter, a falak vastagsága pedig körülbelül 1,8 méter. A templom keleti oldalához apszis csatlakozik. A homlokzatokat számos díszítőelem borítja. A templomnak egy bejárata van a nyugati végén. A 3 sorban elhelyezkedő 6 oszlop a boltozatokat támasztja alá, a belső tér pedig a három hajóra oszlik, mindegyik körülbelül 12 méter magas. 
A háborús károk és a többszörös helyreállítási munkálatok ellenére az épület külső megjelenése továbbra is közel áll az eredetihez. Napjainkban Fehéroroszország törvényei védik, mint olyan épületet, amelynek országos kulturális és történelmi értéke van. Az épületet emellett a több műemléket tömörítő Fehéroroszország, Lengyelország és Litvánia erődtemplomai összefoglaló néven jelölték a világörökségi javaslati listára.

## Galéria

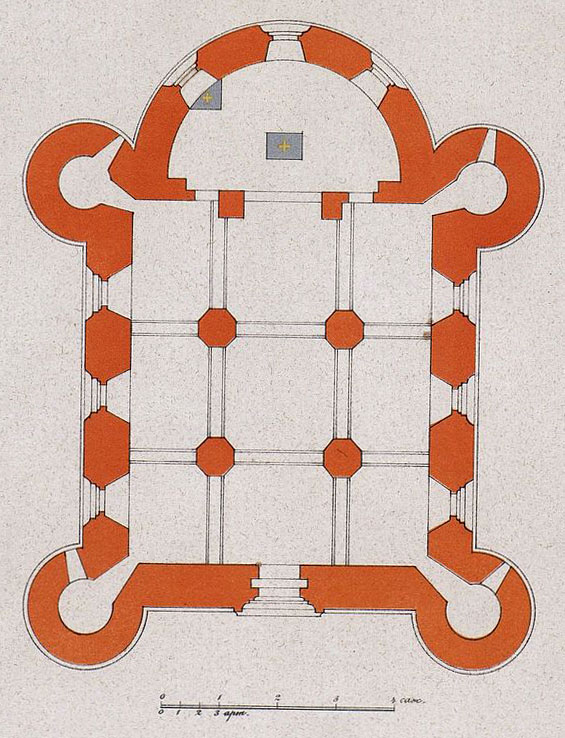
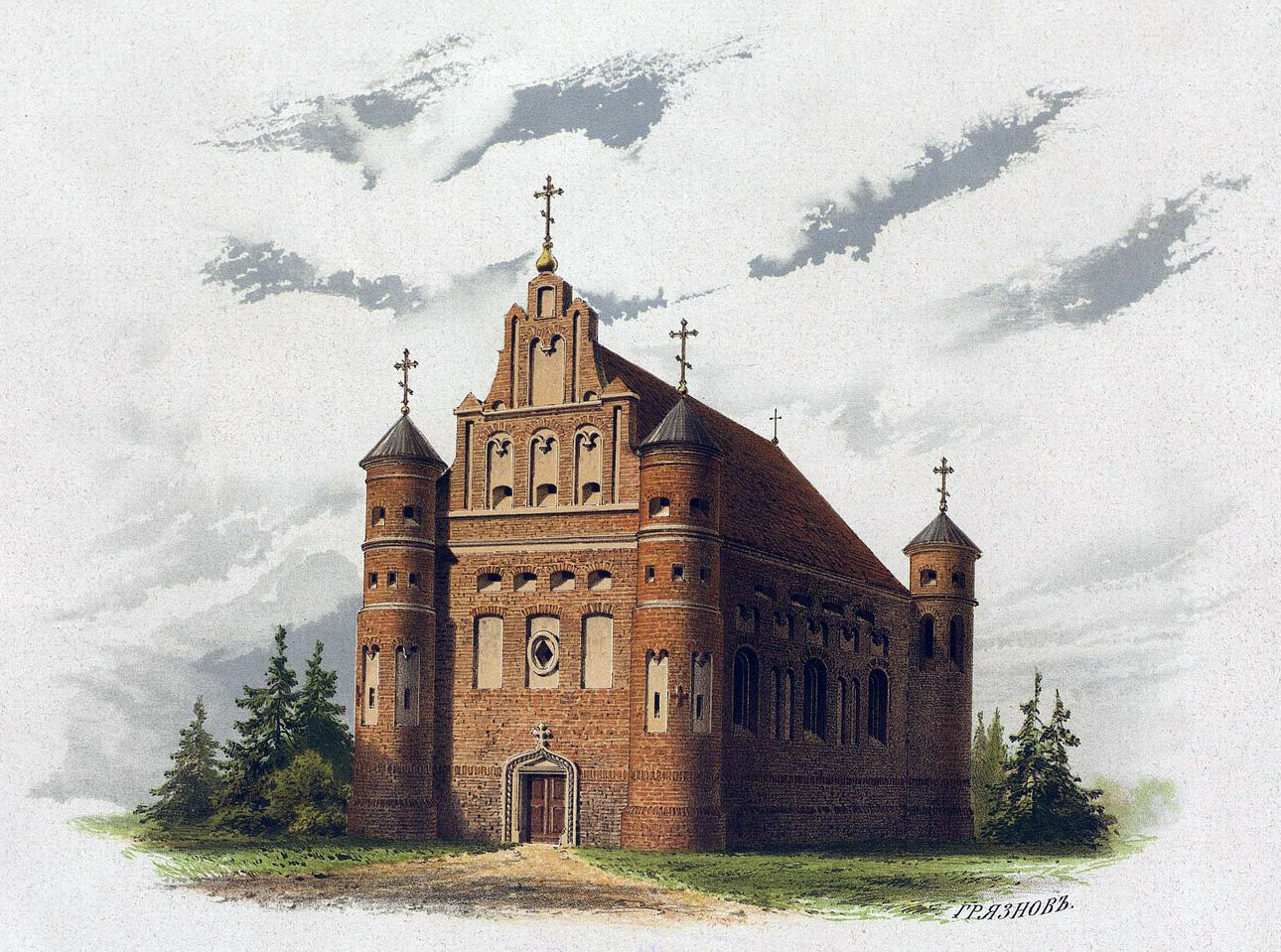
Az épület egy 1874-es festményen
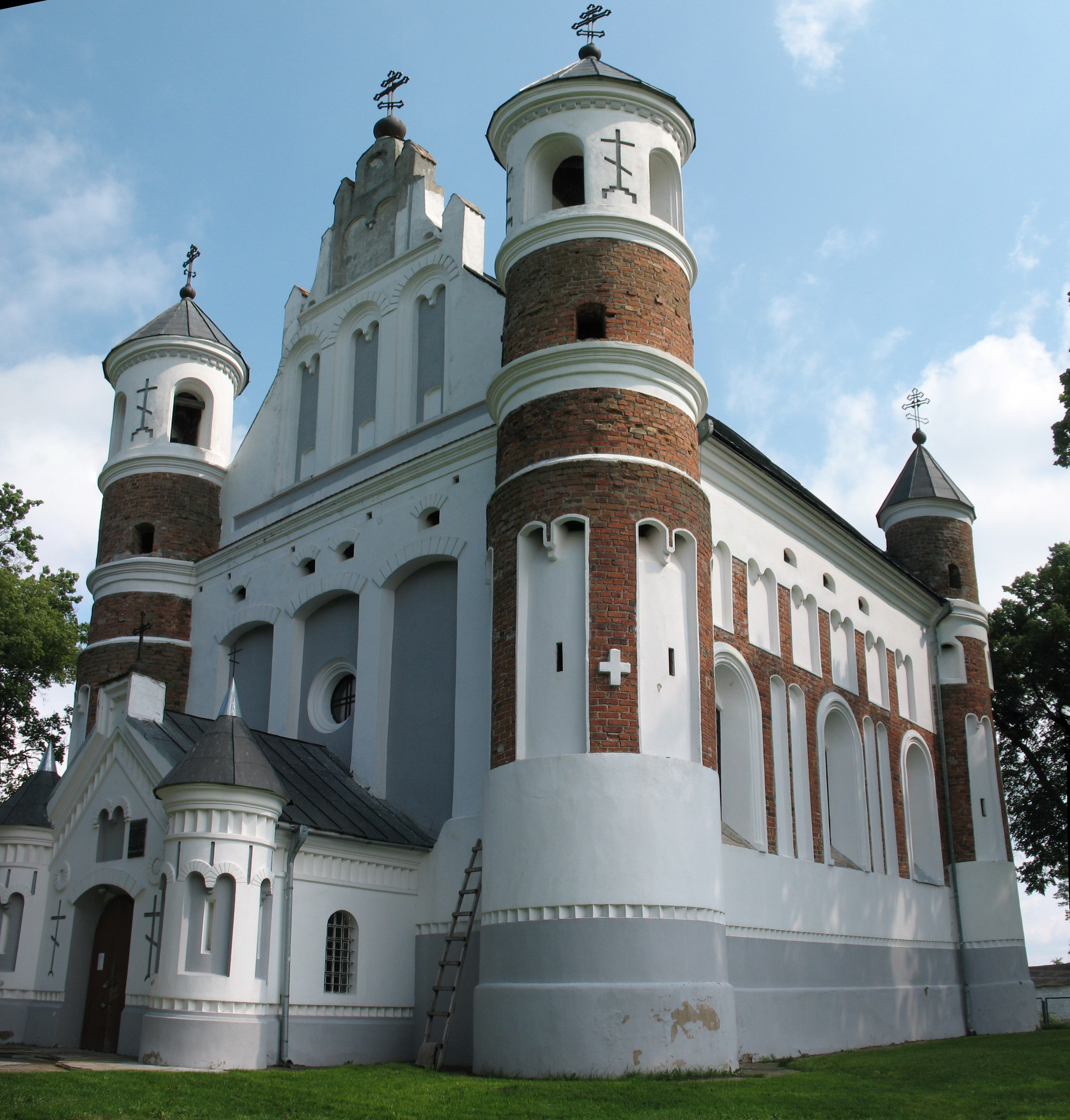
A templom főhomlokzata
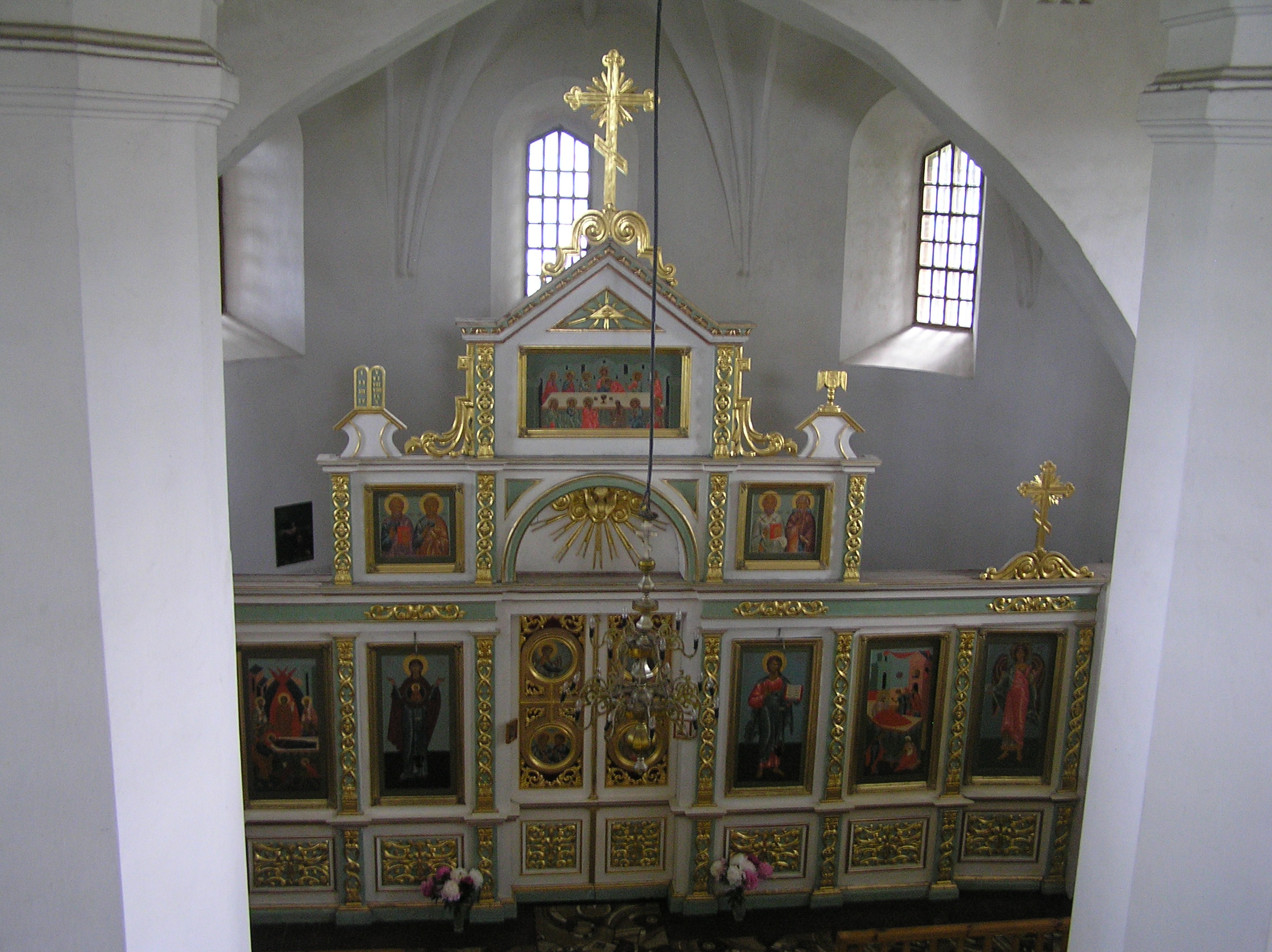
Az ikonosztáz
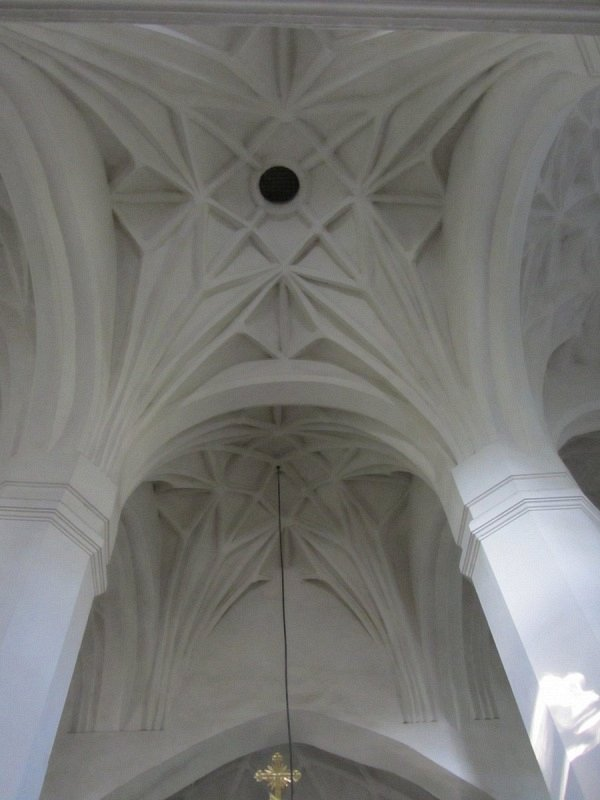
A gótikus csillagboltozat

## Fordítás
- Ez a szócikk részben vagy egészben  a   Church of the Nativity of the Blessed Virgin Mary, Muravanka című angol Wikipédia-szócikk ezen változatának fordításán alapul.  Az eredeti cikk szerkesztőit annak laptörténete sorolja fel. Ez a jelzés csupán a megfogalmazás eredetét és a szerzői jogokat jelzi, nem szolgál a cikkben szereplő információk forrásmegjelöléseként.